# Emmeringer Leite
Die Emmeringer Leite ist ein langgestreckter, bewaldeter Höhenzug entlang der Amper im bayerischen Landkreis Fürstenfeldbruck. Sie ist der nördliche Teil einer Endmoräne, deren Gestein wohl noch aus der Mindeleiszeit stammt. Der Höhenrücken ist rund 4 km lang, bis zu 1,5 km breit und 561 m hoch. Über das Umland erhebt er sich etwa 40–50 m. Emmering ist ein Ort, der westlich am Höhenzug liegt, Leite bedeutet im süddeutschen Sprachgebiet ‚Bergabhang‘.
Am nördlichen Ausläufer der Emmeringer Leite befindet sich der Burgstall Roggenstein, am südlichen der Burgstall Gegenpoint. Auf dem Höhenzug liegen an mehreren Stellen vorgeschichtliche Grabhügel und Trichtergruben. Trichtergruben sind runde Erdlöcher, die entweder Unterbau prähistorischer Behausungen waren oder als Aufbewahrungsraum für Vorräte dienten.